# فرقة فتيات

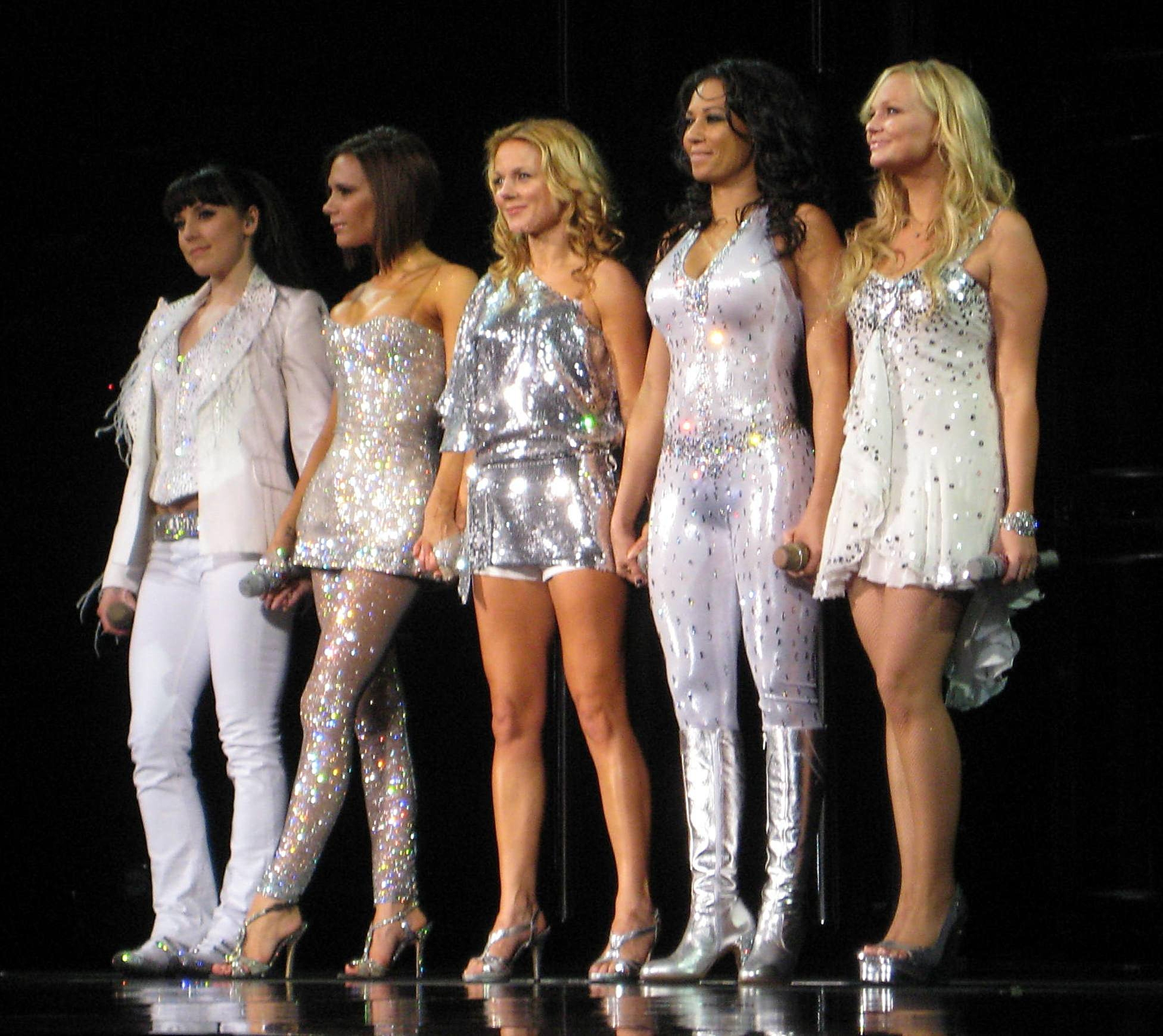
فرقة سبايس جيرلز (spice Girls) البريطانية

مجموعة الفتيات أو فرقة الفتيات هو نوع من الأعمال الموسيقية يضم العديد من المطربات اللواتي ينسجمن معًا بشكل عام. يستخدم مصطلح «فرقة الفتيات» أيضًا بمعنى أضيق في الولايات المتحدة للإشارة إلى موجة مجموعات غناء موسيقى البوب النسائية الأمريكية، والتي تأثر العديد منها بفرقة دو ووب والتي ازدهرت في أواخر الخمسينيات وأوائل الستينيات بين القرن الماضي. حيث تراجع موسيقى الروك أند رول المبكرة وبدء أنتشار فكر الغزو البريطاني.  عادةً ما تُعتبر الفرق الموسيقية النسائية، التي يعزف فيها الأعضاء أيضًا على الآلات، ظاهرة منفصلة. تسمى هذه المجموعات أحيانًا «فرق الفتيات» للتمييز،  على الرغم من عدم اتباع هذا المصطلح عالميًا.
مع تطور صناعة الموسيقى والبث الإذاعي بشكل كبير، ظهرت عدة من فرق الفتيات، وأشهر تلك الفرق الأخوات أندروز. شهدت أواخر عقد الخمسينيات من القرن المنصرم ظهور مجموعات غنائية من النساء كقوة رئيسية، حيث أصدرت 750 مجموعة فتيات مميزة الأغاني التي وصلت إلى المخططات الموسيقية للولايات المتحدة والمملكة المتحدة في الفترة من عام 1960 إلى عام 1966. احتفظ فريق ذا سوبريمز بمفرده بـ 12 أغنية فردية على بيلبورد هوت 100 خلال ذروة الموجة وخلال معظم فترة فكرة الغزو البريطاني للثقافة الأمريكية حيث نافست الفرقة الأخيرة فريق البيتلز في الشعبية في مجال الموسيقي. 
في العصور اللاحقة، تم تطبيق قالب مجموعة الفتيات على موسيقي الديسكو، و موسيقي آر أند بي المعاصرة، والتنسيقات المستندة إلى موسيقي الكانتري، وكذلك البوب. شهدت صناعة الموسيقى الأكثر عولمة شعبية موسيقى البوب الموجهة للرقص  بقيادة شركات التسجيلات الكبرى. هذا الظهور، بقيادة الولايات المتحدة والمملكة المتحدة وكوريا الجنوبية واليابان، أنتج أعمالًا شعبية، مع ظهور ثماني مجموعات لأول مرة بعد عام 1990 بعد أن باعت أكثر من 15 مليون نسخة فعلية من ألبوماتهم.

## التاريخ
تعتبر أولي الفرق النسائية الكبرى التي ظهرت في الساحة الغنائية هي هاملتون سيسترز وفورديس وهي تعد فرقة فتيات أمريكية مكونة من ثلاث فتيات تجولن بنجاح في إنجلترا وأجزاء من أوروبا في عام 1927، وسجلن ظهرون على إذاعة بي بي سي – قاموا بجولة على نطاق واسع في جميع أنحاء الولايات المتحدة والمسارح الكبيرة، ثم غيروا اسمهم المسرحي إلى ثري أكس سيسترز.و بقين معًا من عام 1923 حتى أوائل الأربعينيات، حيث كمن معروفات بتناغمهن الوثيق، فضلاً عن أسلوب صالون الحلاقة أو الألحان الجديدة، واستفادن من نجاحهما الإذاعي في الثلاثينيات. وتمكنت فرقة ثري أكس سيسترز من إضافة ملحوظة للمشهد الموسيقي، وتوقعت نجاح مجموعة الفتيات في وقت لاحق من خلال الحفاظ على شعبيتها طوال فترة الكساد الكبير. و علي جانب آخر حققت فرقة الأخوات بوسويل، والتي أصبحت واحدة من أكثر الفرق الغنائية شعبية من عام 1930 إلى عام 1936، وحصلن علي أكثر من عشرين أغنية ذات شعبية عالية. بدأت فرقة الأخوات أندروز في عام 1937بالظهور في الساحة واستمرت هذه الفرقة في التسجيل والأداء خلال الأربعينيات حتى أواخر الستينيات، وحققت المزيد من المبيعات القياسية، والمزيد من ظهور الأفلام أكثر من أي مجموعة فتيات أخرى حتّى الآن. كان لفرقة الأخوات أندروز نصيب الأسد في نجاحات موسيقية عبر أنواع متعددة، مما ساهم في انتشار وشعبية شكل مجموعة الفتيات.

### الفترة بين 1955 حتّى 1970: العصر الذهبي لفرق الفتيات
مع بدء عصر موسيقى الروك، ظلت أعمال التناغم الوثيق مع ظهور فرق مثل كورديتس والأخوات فونتان والأخوات ماكغواير والأخوات ديكاسترو اللائي ذاع سيطهن وعلى نجمهن، حيث تصدرت أعمال الفرق الثلاثة الأولى مخططات البوب وآخرها وصل إلى المركز الثاني، في الفترة التي شملت نهاية عام 1954 إلى بداية عام 1955. أيضًا، تمكنت فرقة الأخوات لينون من بناء دعامة أساسية في عرض لورنس ويلك الذي أقيم عام 1955 فصاعدًا. في أوائل عام 1956، أظهرت أعمال فرقة Doo-wop العجيبة و التي حققت نجاحًا واحدًا مثل الأخوات بوني مع أغنيتهن أبكي يا حبيبي "Cry Baby" وفرقة كوينز تين مع أغتنيتهن إيدي هو حبي «Eddie My Love» وسرعان ما أدرك مؤلفو الأغاني والمنتجون الآخرون في الولايات المتحدة والمملكة المتحدة إمكانات هذا النهج الجديد وفابتكروا أعمالًا جديدة لتسجيل أغانيهم بأسلوب مجموعة الفتيات. حيث قام فيل سبيكتور بالتوقيع مع فرقة الكريستال و البلوسومز والرونيتز وذلك لنشر أعمالهن  بينما كتب غوفين وكينج أغنيتين ناجحتين لفرقة ذا كوكيز. ويعد لفيل سبيكتور التأثير الأكبر على انتشار فرقة الفتيات، بالإضافة إلى جلب الشهرة والسمعة السيئة إلى آفاق جديدة للعديد من فرق الفتيات. سمح ما يسمى بـ جدار الصوت لفيل سبيكتور، والذي استخدم طبقات من الآلات لخلق صوت أكثر قوة  لمجموعات الفتيات بالغناء بقوة وبأسلوب مختلف عن الأجيال السابقة. قام جيري ليبر ومايك ستولر أيضًا برعاية فرق مثل ذا أمسايتيرز وديكسي كوبز وو شانجري -لاس. الأغنية المنفردة الناجحة لشانغري لاس «Leader of the Pack»، تجسد نوع «قرص الموت» الذي تبنته بعض مجموعات الفتيات. ركزت هذه النوعية من الأغاني علي قصة حب مراهق اختصرت بوفاة أحد العشيقين أي مأساة بالمعني الحرفي.
أكثر من 750 مجموعة فتيات من قاموا بتسجيل أغنيهن ونشروها بين عامي 1960 و 1966  في الولايات المتحدة والمملكة المتحدة، على الرغم من أن انتشار هذا النوع لم يكن محسوسًا بقوة في الصناعات الموسيقية في المناطق الأخرى. نظرًا لأن ثقافة الشباب في أوروبا الغربية القارية كانت منغمسة بعمق في Yé-yé ، فقد تنوع فنانو التسجيل من شرق آسيا في الغالب من المطربين التقليديين، والجوقة التي ترعاها الحكومة،   أو العازفين المنفردين والفرق الموسيقية متعددة الثقافات،   بينما كان نمط الـبوسا نوفا شائعًا في أمريكا اللاتينية. دفع التأثير العالمي لـ موسيقي البيت في النهاية إلى إخراج فرق الفتيات كنوع، وباستثناء عدد صغير من المجموعات السابقة وربما فرقة توي وفرقة سويت أنسبريشن، ومجموعات الفتيات الوحيدة التي تتمتع بأي حضور بارز في الرسم البياني منذ بداية الغزو الفكر البريطاني خلال عام 1970 كانت فرق الفتيات موتاون حيث كانت فرقة سوبريميس هي فرقة الفتيات الوحيدة التي سجلت أفضل النتائج.  لن يعود صوت فرقة الفتيات المميزة إلى الظهور حتى القرن الحادي والعشرين، حيث آثر على العازفين المنفردين المعاصرين الناطقين باللغة الإنجليزية والذين قوبلوا بنجاح عالمي، مثل إيمي واينهاوس وأديل ودافي وميلاني فيونا وغيرهم. بالإضافة إلى التأثير على المطربين الفرديين، عزز هذا الجيل من مجموعات الفتيات شكل مجموعة الفتيات والمشاعر وقدمت الإلهام للعديد من مجموعات المستقبل.